# Östliche Chandyga
Die Östliche Chandyga (russisch Восточная Хандыга, Wostotschnaja Chandyga) ist ein rechter Nebenfluss des Aldan in der Republik Sacha in Ostsibirien.
Sie entspringt im Westteil des Suntar-Chajata-Gebirges. Sie fließt in überwiegend westlicher Richtung und durchschneidet dabei den Sette-Daban-Höhenzug. Die Östliche Chandyga erreicht schließlich die Mitteljakutische Niederung. Der Tyry verläuft hier wenige Kilometer südlich der Östlichen Chandyga. Die Östliche Chandyga passiert die Siedlung Tjoply Kljutsch und mündet südlich des Orts Chandyga in den Aldan.
Die Kolyma-Trasse der Fernstraße M56 verläuft fast über die gesamte Länge der Östlichen Chandyga entlang deren Nordufer. Die Östliche Chandyga hat eine Länge von 290 km. Ihr Einzugsgebiet umfasst 9950 km².
Der Fluss Chandyga (auch Westliche Chandyga) ist ein Aldan-Nebenfluss, welcher westlich von Chandyga verläuft.